# Malahide
För andra betydelser, se Malahide (olika betydelser).
Malahide (iriska: Mullach Íde) är en förort till Dublin i Republiken Irland. Samhället är beläget i Fingal (en tidigare del av Dublin). Befolkningsutvecklingen har varit stor under de senare åren, och har idag runt 25 000 invånare. 1960 hade Malahide 1 500 invånare.
Samhället är beläget 16 kilometer norr om Dublin City, på järnvägslinjen till Belfast. Den ligger mellan Swords och Portmarnock.

## Etymologi
Det iriska Mullach Íde kan betyda Ídes sandkular eller Ídekullen, eventuellt från det normandiska namnet Hyde. I så fall från iriskans Mullac h-Íde. Det finns en normandisk ätt Hyde i området runt Donabate från vilken orten kan ha fått sitt namn. Ortnamnet kan också ha sitt ursprung från iriskans Baile Átha Thíd, staden vid Thíds vadställe..

## Historia
I området kring Malahide finns en del fornhistoriska lämningar men det var först efter att vikingarna landstigit år 795 som en bestående bosättning etablerades. Dublins sista danska kung drog sig tillbaks till Malahide år 1171 efter att ha trängts undan av normanderna. Från och med 1180-talet är områdets historia sammanbunden med slottet och familjen Talbot som fick det i förläning av engelske kungen Henrik II. Med få avbrott bodde familjen Talbot i slottet fram till 1976.
I början på 1800-talet hade Malahide drygt 1 000 invånare som drev hamnen med framförallt kolfrakt och byggnadsmaterial och några mindre industrier, bland annat utvinning av salt ur havet.
Området blev en populär badort för rika Dublinbor under georgianska tiden och det finns många georgianska byggnader i staden och vid stranden. Malahide är fortfarande en populär utflyktsort från Dublin under sommarmånaderna.
På 1960-talet byggdes bostadsområden utanför Malahides stadskärna, och det första kallades Ard na Mara och blev färdigt 1964. Stadskärnan är bevarad med nyare bostadsområden runtom. Malahide är fortfarande en snabbt växande stad och år 2006 hade den mellan 20 000 och 25 000 invånare. De flesta befolkar bostadsområden, med namn som Seapark, Biscayne, Robswall, Chalfont, Yellow Walls, Ard Na Mara, Seabury och Gainsborough, runt staden.